# Beaulieu (Indre)
Beaulieu település Franciaországban, Indre megyében. Lakosainak száma 51 fő (2022. január 1.). Beaulieu Bonneuil, Chaillac, Cromac és Jouac községekkel határos.

## Népesség
A település népességének változása:
| Lakosok száma | 180  | 167  | 101  | 88   | 74   | 62   | 55   | 54   | 53   | 51   |
|               | 1968 | 1982 | 1990 | 2006 | 2013 | 2015 | 2017 | 2019 | 2020 | 2022 |